# Hernán Penagos
Hernán Penagos Giraldo (Samaná, 12 de agosto de 1971) es un abogado y político colombiano. Actualmente, registrador Nacional del estado civil, se desempeñó como magistrado y presidente del Consejo Nacional Electoral de la República de Colombia. En las elecciones legislativas de 2010 fue elegido Representante a la Cámara por Caldas con el aval del Partido Social de Unidad Nacional con 26.607 votos. En las elecciones legislativas de 2014 fue reelecto con 28.599 votos.

## Biografía
Abogado, con especializaciones en Derecho Administrativo de la Universidad de Caldas y en Derecho de los Servicios Públicos Domiciliarios de la Universidad Externado de Colombia. Profesor universitario de Derecho Administrativo y Derecho Electoral, con diplomado en docencia universitaria.
Más de 17 años de experiencia profesional, principalmente desempeñados en instituciones del sector público, como asesor y consultor de entidades territoriales. Diputado de la Asamblea del departamento de Caldas y presidente de esta corporación. Representante a la Cámara en el Congreso de la República de Colombia. 
Fue presidente de la Cámara de Representantes de Colombia, así como presidente de la Comisión de Paz y de la Comisión de Ordenamiento Territorial de esta cámara legislativa.
Se destacó como ponente coordinador de las normas de implementación de los Acuerdos de Paz suscritos entre el Gobierno nacional y las Fuerzas Armadas Revolucionarias de Colombia FARC, tales como: El Acto Legislativo para la Paz, la Jurisdicción Especial de Paz y su ley reglamentaria.
Sólida experiencia en asuntos de política pública. Autor de diferentes proyectos que hoy son ley de la república, en especial relacionados con la rama judicial, el procedimiento penal y el sector agrario.
Actualmente, se desempeña como magistrado y presidente del Consejo Nacional Electoral de la República de Colombia.